# Vårt lilla hus
Vårt lilla hus (engelska: The Happy Family) är en brittisk komedifilm från 1952 i regi av Muriel Box.
Filmen baseras på Michael Clayton Huttons pjäs The Happy Family.

## Handling
En familj kämpar mot myndigheterna som vill riva deras hus inför Festival of Britain 1951.

## Rollista i urval
- Stanley Holloway - Henry Lord
- Kathleen Harrison - Lillian Lord
- Naunton Wayne - Mr. Filch
- Dandy Nichols - Ada
- John Stratton - David
- Eileen Moore - Joan
- Margaret Barton - Anne
- George Cole - Cyril
- Tom Gill - Maurice Hennessey
- Miles Malleson - Mr. Thwaites
- Geoffrey Sumner - Sir Charles Spanniell